# Neoraja iberica
Neoraja iberica är en rockeart som beskrevs av Stehmann, Séret, Costa och Baro 2008. Neoraja iberica ingår i släktet Neoraja och familjen egentliga rockor. IUCN kategoriserar arten globalt som otillräckligt studerad. Inga underarter finns listade i Catalogue of Life.